# Наше любимое лето
«Наше любимое лето» (кор. 그 해 우리는) — южнокорейский романтический комедийный телесериал (дорама), снятый режиссером Ким Юнджином по сценарию Ли Наын с Чхве Усиком, Ким Дами, Ким Сончхолем и Но Джони в главных ролях. В сериале воссоединяются Чхве Усик и Ким Дами, которые вместе работали над детективным боевиком 2018 года «Ведьма». Премьера фильма состоялась на SBS TV 6 декабря 2021 года. Этот проект уникален тем, что впервые дорама и вебтун будут выпущены одновременно, открывая новый вид мультиплатформенного контента.
Studio N — дочерняя компания Webtoon Entertainment Inc., выпускающая фильмы и телесериалы, основанные на вебтунах — выпустили свой первый оригинальный проект, «Наше любимое лето», как в традиционном формате дорамы, так и в виде оригинального вебтуна. В дораме показаны уже взрослые персонажи, в то время как вебтун на платформе Naver Webtoon, является приквелом событий, показанных в сериале.

## Сюжет
Романтическая комедия о взрослении, в которой рассказывается о Чхве Уне (Чхве Усик) и Кук Ёнсу (Ким Дами), бывших возлюбленных, которые расстались после окончания университета, дав друг другу обещание никогда больше не встречаться. По счастливой случайности документальный фильм, который они сняли десять лет назад в старшей школе, неожиданно набрал популярность, из-за чего им снова пришлось встретиться в объективе камеры для совместного интервью.

## В ролях

### Основной состав
- Чхве Усик: Чхве Ун (29 лет) — художник, занимающийся иллюстрациями зданий и ландшафтов.

Свободолюбивый архитектурный иллюстратор под псевдонимом «Ко-о». В старшей школе он был последним по рейтингу успеваемости учеником в школе.
«Я не понимал, почему взрослые постоянно работают, будучи всегда уставшими. Мне было комфортно в одиночестве, и мне нравилось, когда вокруг все было спокойно и мирно. Поэтому у меня и не было мечты, я хотел лишь отдыхать. Так я и собирался жить дальше, и все даже шло по плану. Пока я не встретил Ёнсу.
Я был уверен, что все это странное влечение было просто любопытством к чему-то, что было для меня вновинку, что я раньше никогда не испытывал… Но я и понятия не имел, что это станет началом моей первой любви. Единственным, что потревожило меня, жившего мирной жизнью без каких-либо проблем, стала Кук Ёнсу.

Прошло 10 лет, и я сильно изменился. Я мечтал о жизни, в которой я мог бы лежать в тени и мирно дремать, но теперь я не могу даже спать по ночам. Хоть я и добился максимальной популярности и успеха как артист, я чувствую лишь опустошенность. И тут в моей жизни снова появилась Ёнсу: без предупреждения, как и в первый раз, когда мы встретились. Неужели прошедшего времени недостаточно, чтобы забыть друг друга? Или нам еще есть, что сказать? Но я уже не тот Чхве Ун, что был раньше.»
- Ким Дами: Кук Ёнсу (29 лет) — эксперт по пиару, главной жизненной целью которой было занять первое место в школьные годы.

Эксперт в PR-сфере, она крайне независима и не беспокоит других своими чувствами. В старшей школе она была на 1-м месте в рейтинге успеваемости.
«Я ненавижу быть бедной, потому тогда я не могу ничего дать другим. Я всегда делала вид, что волнуюсь только о себе. Так я и жила. Я потеряла родителей в результате несчастного случая еще в раннем возрасте, так что всю жизнь мы с бабушкой полагались лишь друг на друга. Поэтому я всегда стремилась к успеху. Бремя, что я несла в одиночку, оказалось намного тяжелее, чем я ожидала.
И вот, в том году я встретила человека, который заставил меня на мгновение забыть о бремени, лежащем на моих плечах. Это был Чхве Ун. Я понятия не имел, что могу быть такой, ведь я всегда была холодной по отношению к другим, но с ним моей доброте и теплу не было конца.

Чхве Ун — единственный, кто смогу увидеть обе стороны меня. Но потом… я сама отпустила его. Сейчас, 10 лет спустя, могу ли я назвать свою жизнь успешной? Я бежала вперед, ориентируясь только на успех, и в какой-то степени добилась того, чего хотела. Все долги семьи погашены, у меня фиксированный доход, я стала значительно меньше беспокоиться о деньгах. Теперь я на одном уровне с другими. Но все еще бегу, как и тогда, когда боролась за успех. Я не знаю, куда мне идти. И вот, я снова пришла к Чхве Уну. Внешне он выглядит так, будто ничего и не случилось. Будет ли это еще одним началом или действительно станет нашим концом?»
- Ким Сончхоль: Ким Джиун (29 лет) — режиссер документальных фильмов.

Всегда предпочитал позицию наблюдателя, но после встречи с героями своего нового документального фильма Чхве Уном и Кук Ёнсу он начал меняться.
«У меня нелепо одинокая жизнь. Я не получил достаточно любви в детстве: отец ушел из дома, а мать осталась совсем одна. Поскольку моя мама всегда была на работе, мне часто приходилось оставаться одному. Мне было ужасно одиноко, пока я не встретил своего первого друга — Чхве Уна.
Мы были современными принцем и нищим. Я завидовал Чхве Уну, ведь у него было все. Но он всегда делился всем со мной, будто так и должно было быть. — даже своей семьей, которой у меня не было. Его родители всегда заботились обо мне так, словно я их родной сын. Так я обрел свой дом.

Впервые я столкнулся с профессией режиссера-документалиста, когда учился в старшей школе. Меня всегда привлекало то, как я могу взаимодействовать с людьми. И вот мы снова снимаем документальный фильм о Ким Ёнсу и Чхве Уне, снятый 10 лет назад. Не знаю, зачем я это делаю, но каким-то образом я снова оказался между этими двумя. Было забавно видеть, как эти двое все еще ссорятся. И вот, эмоции, которые я давно похоронил, снова начали всплывать на поверхность. Так быть не должно.»
- Но Джони: Энджей (NJ) (25 лет) — девушка-айдол на пике своей карьеры.

Известная знаменитость с красивой внешностью и потрясающими способностями. Она начинает интересоваться работами Чхве Уна и проявляет интерес к его личности.
«Я до сих пор на вершине даже сейчас, спустя 9 лет после дебюта в качестве сольного исполнителя. Однако, всегда наступает момент, когда приходится сойти с пути.
Я притворялась действительно хорошим человеком, просто чтобы казаться такой. Я терпела все это 9 лет. Но сейчас я постепенно снова становлюсь нормальной и готовлюсь жить своей настоящей жизнью. Теперь я собираюсь прожить свою жизнь, делая все, что захочу.

Когда я впервые увидела картину Чхве Уна, пустую без единого человека, меня это тронуло до глубины души — в ней было что-то, что не меняется со временем. В его картинах есть то, чего, по его мнению, он никогда не сможет иметь. И я хочу найти человека, который так же всегда будет рядом со мной, не меняясь.»

### Второстепенные герои

#### Персонажи из окружения Чхве Уна
- Ан Донгу: Ку Ынхо (27 лет) — менеджер и друг Чхве Уна.
- Пак Вонсан: Чхве Хо (56 лет) — отец Чхве Уна.
- Со Джонён: Ли Ёнок (53 года) — мать Чхве Уна.
- Чон Ганхи: Чан Сик — владелец хозяйственного магазина и соседский друг отца Чхве Уна.
- Сон Хахён: Чхве Ун в детстве.

#### Персонажи из окружения Кук Ёнсу
- Пак Чинджу: Ли Сори (30 лет) — лучшая подруга главной героини, бывшая писательница, сейчас — владелица бара.
- Ча Мигён: Кан Джагён (75 лет) — бабушка Ёнсу.
- О Бёльха: Кук Ёнсу в детстве.

#### Персонажи из окружения Ким Джиуна
- Чо Боннэ: Пак Дониль (39 лет) — руководитель группы, работающей над документальным фильмом; наставник Джиуна.
- Чон Хевон: Чон Чхэран (27 лет) — ассистент режиссера, младший Ким Джиуна и его ближайший коллега.
- Ли Сыну: Им Тэхун (27 лет) — стажер, недавно присоединившийся к команде.
- Ли Сонхи: Ли МинГён — сценарист команды Джиуна.
- Ким Джихун: Ким Джиун в детстве.

#### Персонажи из окружения Энджей
- Пак Доук: Пак Чисон (33 года) — менеджер Энджей (NJ).
- Ан Субин: Ан Миён (31 год) — стилист Энджей (NJ).
- Ким Биби: Кан Ёнджу — директор агентства.

### Сотрудники компании RUN (компания, в которой работает главная героиня)
- Хо Джунсок: Пан Ихун (40 лет) — генеральный директор.
- Пак Ёну: Ким Мёнхо (28 лет) — член команды.
- Юн Санджон: Чи Еин (27 лет) — член команды.
- Ча Сынёп: Кан Джиун (26 лет) — стажер.

### Приглашённые актёры
- Ли Джун Хёк в роли Чан Доюля — один из клиентов Ёнсу.
- Квак Донён в роли художника Ну-а.
- Кан Кидун в роли Джинсопа — бывший парень Ли Сори.
- Пак Михён в роли матери Джиуна.

## Рейтинги
Самый низкий и самый высокий показатели рейтинга зрителей могут различаться в зависимости от региона и компании, занимающейся исследованием зрительской аудитории.
| № серии  | Дата показа | Название серии                                      | AGB Nielsen    | AGB Nielsen |
| № серии  | Дата показа | Название серии                                      | По всей стране | В Сеуле     |
| 2021 год | 2021 год    | 2021 год                                            | 2021 год       | 2021 год    |
| -------- | ----------- | --------------------------------------------------- | -------------- | ----------- |
| 1        | 6 декабря   | «Я знаю, что вы делали прошлым летом»               | 3,2 %          | 3,4 %       |
| 2        | 7 декабря   | «1792 дня лета»                                     | 2,6 %          | 2,9 %       |
| 3        | 13 декабря  | «10 причин моей ненавести»                          | 3,1 %          | 3,8 %       |
| 4        | 14 декабря  | «Девушка, которая мне тогда нравилась? Или парень?» | 3,3 %          | 3,6 %       |
| 5        | 20 декабря  | «Тайна, которую нельзя рассказать»                  | 3,7 %          | 4,3 %       |
| 6        | 21 декабря  | «Гордость и предубеждение»                          | 4,0 %          | 4,4 %       |
| 7        | 27 декабря  | «Поймай меня, если сможешь»                         | 3,7 %          | 4,0 %       |
| 8        | 28 декабря  | «Перед закатом»                                     | 4,3 %          | 4,:%        |
| 2022 год |             |                                                     |                |             |
| 9        | 3 января    | «Просто друзья»                                     | 3,6 %          | 3,8 %       |
| 10       | 4 января    | «Здравствуй, моя вторая половинка»                  | 4,3 %          | 4,2 %       |
| 11       | 10 января   | «Наши ночи прекраснее твоих дней»                   | 4,2 %          | 4,6 %       |
| 12       | 11 января   | «Начать заново»                                     | 5,2 %          | 5,5 %       |
| 13       | 17 января   | «Реальная любовь»                                   | 4,0 %          | 4,9 %       |
| 14       | 18 января   | «Жизнь прекрасна»                                   | 4,1 %          | 4,6 %       |
| 15       | 24 января   | «Три идиота»                                        | 4,2 %          | 4,9 %       |
| 16       | 25 января   | «Наше любимое лето»                                 | 5,3 %          | 5,9 %       |